# Anomalotoechus quasitypicus
Anomalotoechus quasitypicus is een mosdiertjessoort uit de familie van de Atactotoechidae. De wetenschappelijke naam van de soort is voor het eerst geldig gepubliceerd in 2008 door Ernst.